# Gele vakbond
Een gele bond of gele vakbond is een vakbond die is opgericht door een overheid, door een werkgever of onvoldoende onafhankelijk is van die werkgever. Door met deze schijnvakbond een collectieve arbeidsovereenkomst (cao) af te sluiten en andere vakbonden uit te sluiten van de onderhandelingen, kan het recht op collectief onderhandelen, onder meer vastgelegd in art. 6 van het Europees Sociaal Handvest, feitelijk ongedaan worden gemaakt.
Een vroege gele bond was de Fédération nationale des Jaunes de France die in 1902 werd opgericht. De gele kleur werd hier opzettelijk gekozen om zich te onderscheiden van de rode kleur van het socialisme. Ook in de Verenigde Staten waren gele bonden populair tot deze in 1935 verboden werden met de National Labor Relations Act.
In Nederland zijn de regels aangescherpt na ratificatie van IAO-verdrag 98. Vanaf 1983 heeft bijvoorbeeld Kotug de algemeen verbindend verklaarde cao voor de sleepdiensten in de haven van Rotterdam ontdoken door een eigen cao met een eigen werknemersvereniging, Adriaan Kooren, af te sluiten; deze praktijk is in 2013 stopgezet. Een door postbedrijf Sandd in 2014 aangegane cao met de als gele vakbond bekend staande Landelijke Belangen Vereniging moest desondanks middels een amendement op de Postwet gecorrigeerd worden.